# Barceo
Barceo – gmina w Hiszpanii, w prowincji Salamanka, w Kastylii i León, o powierzchni 21,13 km². W 2011 roku gmina liczyła 48 mieszkańców.